# Marcos Pereira da Silva
Marcos Pereira da Silva (Río de Janeiro, 29 de noviembre de 1956) es el fundador y pastor de la Iglesia Asamblea de Dios de los Últimos Días (en portugués, Assembleia de Deus dos Últimos Días). Apoyado por el cantante Waguinho, incursionó en política, postulando a las candidaturas de senador y alcalde de Nova Iguaçu en 2010 y 2012, respectivamente. Ha sido acusado de diversos delitos, como incitación a la rebelión de presos, vandalismo, lavado de dinero, asociación con narcotráfico, cuatro homicidios y violaciones sexuales. En 2013 fue arrestado por delito de estupro por quince años. Sin embargo, fue liberado en diciembre del año siguiente por habeas corpus. Entre quienes han declarado en su contra se incluye a su propia esposa, con quien tiene dos hijos, y mujeres que dicen haber sido violadas reiteradamente por da Silva.